# Punchbowl Crater
Der Punchbowl Crater ist ein erloschener Vulkan auf der Insel Oʻahu (Hawaii). Der hawaiische Name des Kraters Pūowaina bedeutet Hügel des Ablegens und bezieht sich auf Menschenopfer.
Mit fast sieben Millionen Besuchern pro Jahr ist der Punchbowl Crater die meistbesuchte Touristenattraktionen Hawaiis.
In dem erloschenen Krater oberhalb von Downtown Honolulu liegt das National Memorial Cemetery of the Pacific – der größte Soldatenfriedhof Hawaiis, auf dem fast 37.000 amerikanische Soldaten ihre letzte Ruhe gefunden haben. 
Der höchste Punkt des Kraterrandes erreicht 75 m.

## Einzelnachweise

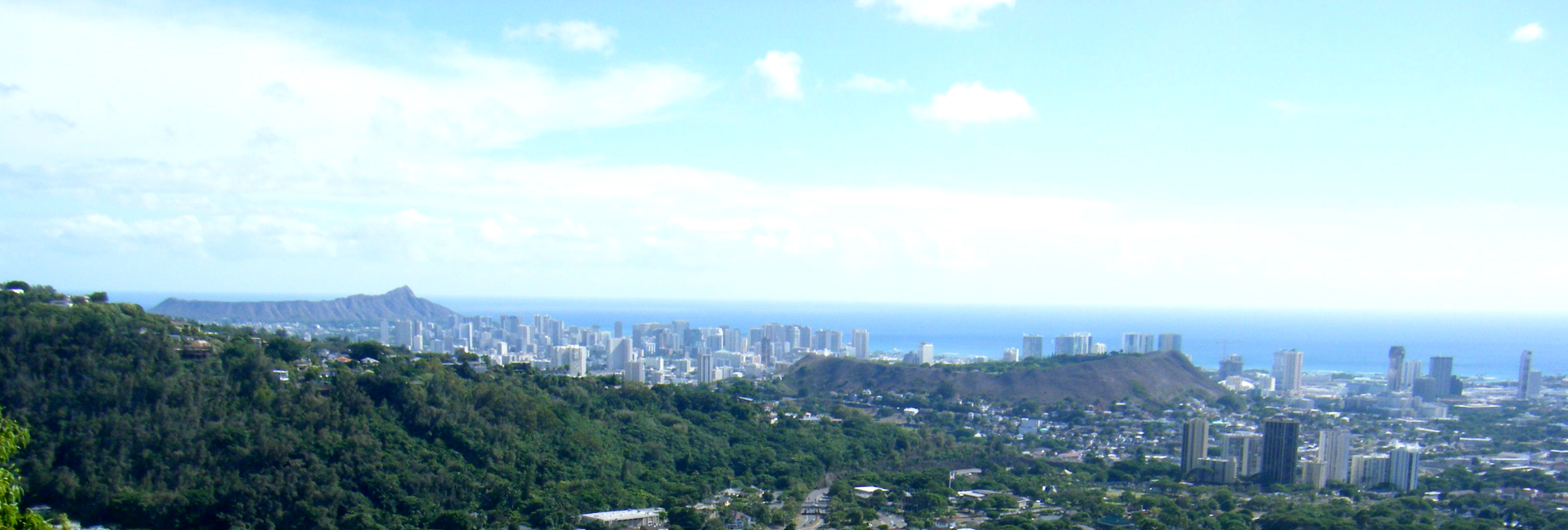
Diamond Head, Punchbowl Crater und Honolulu vom Na Pueo park